# Dugovalno zračenje
Dugovalno zračenje je dio infracrvenoga zračenja valne duljine veće od 3 μm. U meteorologiji se prema podrijetlu razlikuje dugovalno toplinsko zračenje Zemlje ili dugovalno zračenje Zemlje (od 4 do 50 μm), koje nastaje apsorpcijom (upijanjem) Sunčeva kratkovalnog zračenja, te dugovalno zračenje atmosfere, koje nastaje apsorpcijom toplinskoga zračenja Zemlje (od 4 do 120 μm) različitim plinovima (vodenom parom, vodenim kapljicama, metanom, ugljičnim dioksidom). Dio infracrvenog zračenja odlazi u svemir (30%), a veći dio (70%) vraća se prema Zemlji kao protuzračenje atmosfere, koje time povećava temperaturu Zemljine površine (staklenički učinak).

## Dugovalno zračenje Zemlje
Najveći dio apsorbirane energije Sunčeva zračenja Zemlja pretvara u toplinu. Tako zagrijana Zemljina površina emitira natrag u atmosferu svoje elektromagnetsko zračenje, i to u infracrvenom području spektra (dugovalno zračenje). Valna duljina i jakost (intenzitet) Zemljina dugovalnog zračenja ovise o temperaturi Zemljine površine T0. Energija L0 koju zrači Zemlja iznosi:
{\displaystyle L_{0}=k\cdot \sigma \cdot T_{0}^{4}}
gdje je: L0 - zračenje Zemlje po jedinici ploštine (indeks 0 označuje da se radi o površini Zemlje, a zračenje je usmjereno od tla u atmosferu), k - koeficijent ovisan o vrsti tla (najčešće iznosi 0,95, na primjer za suhi pijesak k = 0,949, a za gustu zelenu travu k = 0,986), σ - Stefan–Boltzmannova konstanta, T0 - apsolutna temperatura Zemljine površine. Gornji izraz je zapravo Stefan-Boltzmannov zakon zračenja crnog tijela, ispravljen koeficijentom k za uvjete na Zemljinoj površini koja u fizikalnom smislu nije crno nego sivo tijelo. 
Zemlja emitira dugovalno zračenje tokom dana i noći s maksimalnom jakošću (intenzitetom) u podnevnim i minimalnim u noćnim satima. Budući da je kratkovalno zračenje Sunca samo po danu, na Zemljinu tlu postoji stalna razlika između Sunčeva zračenja i dugovalnog zračenja Zemlje. Po vedrom danu tlo prima više energije nego što je emitira, a po noći tlo samo predaje energiju. U ljetnim danima tlo prima više energije nego što je gubi, dok je zimi obrnuto. U godišnjem prosjeku tlo gubi više energije nego je prima kratkovalnim zračenjem Sunca, no Zemlja se ipak postepeno ne ohlađuje, jer tlo osim kratkovalnog zračenja Sunca prima i dugovalno zračenje atmosfere.